# Studio Ghibli
Studio Ghibli (japonsky 株式会社スタジオジブリ, Kabušiki gaiša Sutadžio Džiburi) je japonské animátorské filmové studio a pobočka vydavatelství Tokuma Šoten. Jejich anime filmy jsou celosvětově úspěšné a sklízejí ohlas u kritiky i publika – řada z nich se řadí k nejsledovanějším anime filmům známým mimo Japonsko. Někdy se studiu Ghibli přezdívá „japonské studio Disney“ podle podobné míry popularity jeho děl v Japonsku.
Studio Ghibli bylo založeno v roce 1985 a vede jej všeobecně respektovaný režisér Hajao Mijazaki spolu se svým kolegou Isao Takahatou. Počátky studia se datují zpět do roku 1983 k filmu Naušika z Větrného údolí, po jehož vydání bylo vytvořeno studio, aby zastřešilo další produkci týmu. Jeho mateřskou společností je Tokuma, která také nakládá s právy na jednotlivé filmy.
Jméno Ghibli pochází z italské přezdívky pro saharská průzkumná letadla z druhé světové války, původně z arabského výrazu ghibli (v italštině sirocco, jiný výraz pro horký vítr vanoucí Saharou). Jeho japonská výslovnost je však /džibri/ nebo /džiburi/. Podle jedné domněnky za jménem stojí úmysl zakladatelů do světa anime vnést nový vítr; jeden ze zakladatelů, Hajao Mijazaki, je známým milovníkem létání a italskému letectvu také později věnoval film Porco Rosso. Logem Studia Ghibli je Totoro, postava z filmu Můj soused Totoro.

## Tvorba studia

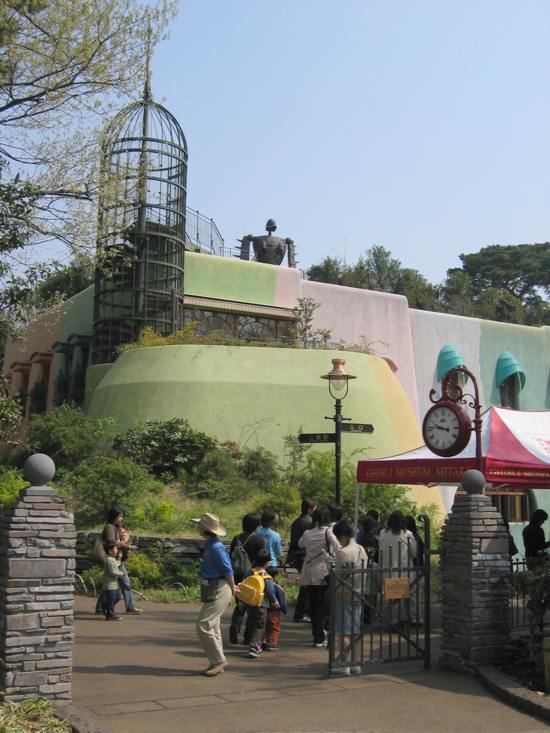
Muzeum Ghibli v Mitace.

Mezi nejznámější filmy studia Ghibli patří Mijazakiho Cesta do fantazie a Princezna Mononoke nebo Takahatův Hrob světlušek. Celkem doposud studio vydalo 23 celovečerních filmů.

### Celovečerní filmy
- Naušika z Větrného údolí (1984) (produkoval Topcraft, technicky nejde o film studia Ghibli, obvykle se k nim však řadí)
- Laputa: Zámek v oblacích (1986)
- Hrob světlušek (1988)
- Můj soused Totoro (1988)
- Doručovací služba čarodějky Kiki (1989)
- Vzpomínky jako kapky deště (1991)
- Porco Rosso (1992)
- Umi ga kikoeru (1993)
- Pom poko (1994)
- Šepot srdce (1995)
- Princezna Mononoke (1997)
- Naši sousedé Jamadovi (1999)
- Cesta do fantazie (2001)
- Království koček (2002)
- Zámek v oblacích (2004)
- Příběhy ze Zeměmoří (2006)
- Ponyo z útesu nad mořem (2008)
- Arrietty ze světa půjčovníčků (2010)
- Kokuriko-zaka kara (From Up On Poppy Hill) (2011)
- Zvedá se vítr (2013)
- Příběh o princezně Kaguje (2013)
- Léto s Marnie (2014)
- Červená želva (2016) – v koprodukci se studiem Wild Bunch
- Chlapec a volavka (2023)

### Krátké filmy
- Sora iro no tane (1992) (krátký televizní film)
- Nandaró (1992) (televizní reklama pro stanici NHK)
- On Your Mark (1995) (hudební klip)
- Ghiblies (2000) (krátký televizní film o studiu)
- Umača (2001) (televizní reklamy)
- Ghiblies, epizoda 2 (2002) (pokračování Ghiblies, promítáno společně s Královstvím koček)
- Lasseter-san, arigató (2003) (děkovné video vytvořené pro Johna Lassetera)
- Tanejamagahara no joru (2006)

### Krátké filmy promítané vmuzeu Ghibli
- Kúsó no kikaitači no naka no hakai no hacumei (2002)

#### Trojice promítaná v roce 2003
- Koro no daisanpo (Korova velká procházka) (2003)
- Kudžiratori (Lov velryb) (2003)
- Mei to konekobasu (Mei a koťátkobus) (2003)

#### Trojice promítaná v roce 2006
- Jadosagaši (Hledání domova) (2005)
- Hoši wo katta hi (Den, kdy jsem ulovil hvězdu) (2005)
- Mizugumo Monmon (Vodní pavouk Monmon) (2005)

### Televizní seriály
- Sanzoku no musume Ronja (2014) – adaptace knihy Ronja, dcera loupežníka od Astrid Lindgrenové; v koprodukci s Polygon Pictures

## Ghiblifikace
Na přelomu března a dubna 2025 se objevil internetový fenomén, kdy lidé za použití generativní umělé inteligence vytvářeli a přetvářeli obrázky v rozpoznatelném stylu Studia Ghibli. Samotný majitel tohoto studia považuje tuto uměleckou činnost za krádež duševního vlastnictví. Autoři ale tvrdí, že ohlas uměleckého stylu je pozitivní a samotný styl pro umělecké využití nemůže být předmětem vlastnického či autorského práva a problémem by mohla být až jeho monetizace. Kontroverzi v internetovém prostoru vyvolalo využití ze strany vládní administrativy různých zemí.